# Crozets
Pour les articles homonymes, voir Crozet.
Les crozets sont une spécialité de la Savoie à base de petits morceaux de pâte, aplatie au rouleau et coupée en carrés à l'aide d'un couteau-hachoir spécifique.

## Histoire
Le nom viendrait du franco-provençal savoyard croé qui signifie « petit » ; d'autres pensent qu'il proviendrait du bas latin crux, qui signifie « croix » et qui a donné le savoyard crwê, mais on trouve aussi différents termes comme croêze, croêju (Albertville), croezu (Annecy), croezet (Thônes), krozè (Oisans). À noter aussi la ressemblance de nom avec les croxetti (en) (ou corzetti), des pâtes italiennes dont l'appellation provient de la petite croix gravée sur leur face.

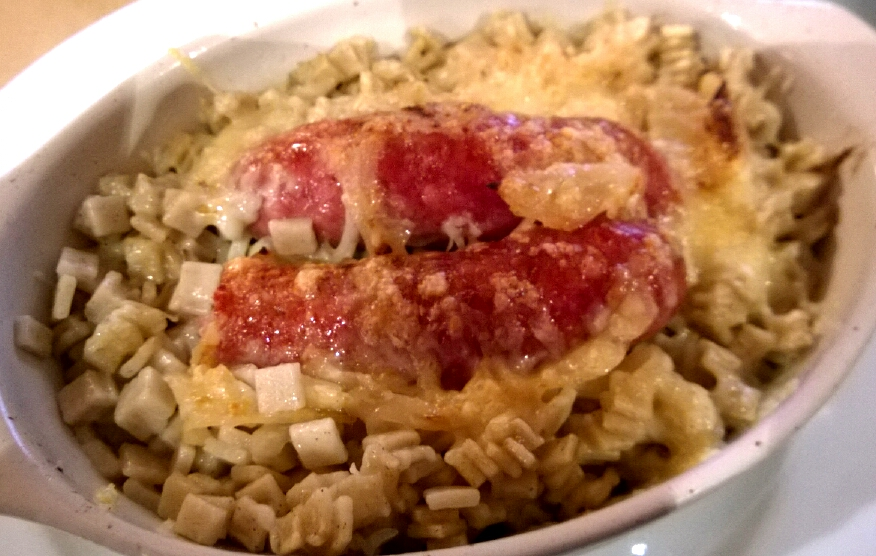
Diots aux crozets.

Ce plat s'est ensuite répandu et il est difficile d'en déterminer l'origine exacte puisque chaque vallée connaissait des formes, des saveurs et des recettes originales accompagnées des produits de saison.
Au pays d'Allevard, à la frontière du Dauphiné et de la Savoie, la soupe de crozets constituait la nourriture exclusive des mineurs de fer selon le témoignage du minéralogiste Barthélemy Faujas de Saint-Fond. Peu auparavant, une première recette de la soupe dite touble avait été publiée par Louis Lémery dans son Traité des aliments (réédité en 1755). Au moment de la fête des Morts, selon certains rites décrits par Arnold Van Gennep, des assiettes de soupe de crozets étaient portées dans les cimetières sur les tombes des disparus. Ces dernières portent une croix en guise de label.
Très populaires en Tarentaise, la légende raconte qu'ils ont été développés dans la vallée de Celliers. Ils sont d'ailleurs produits à Moûtiers.

## Préparation
L'ingrédient principal est traditionnellement la farine de blé dur ou la farine de sarrasin.
La recette traditionnelle savoyarde comporte l'ajout aux pâtes égouttées de lamelles de beaufort.
Les crozets entrent notamment dans la préparation de la croziflette, et éventuellement dans celle de la péla.